# Бутори
Бутори (хрв. Butori) су насељено место у општини Вишњан, Истарска жупанија, Хрватска.

## Историја
До територијалне реорганизације у Хрватској били су у саставу старе општине Пореч. Бутори као самостално насеље постоје од пописа 2011. године.

## Становништво
У попису становништва из 2011. године, Бутори су имали 7 становника.